# 日本精神史研究
『日本精神史研究』（にほんせいしんしけんきゅう）は和辻哲郎の著作で、代表作の一つに数えられる。

## 概要
1920年に岩波書店刊の「日本古代史研究」の続編に位置付けられる著作であるが、一貫した体系を持った著作ではなく、日本文化・日本精神に関する個々の問題について考察を行った論文集である。
初版は1926年に、改訂版は1940年12月に、1935年には『続日本精神史研究』が、各・岩波書店で出版された。
改訂版の序文で、和辻は「全体にわたって語句の修正を施し、二、三のヶ所にはやや詳しく修補を加えた」が「根本的に変更したものはない」と述べており、「自分が念としたのはできるだけ誤謬を少なくすることであった」とも述べている。しかし、例えば古代の日本人の仏教受容について、「仏教思想に対する日本人の理解ははなはだ浅薄であった」「仏はただ現世利益のために礼拝せられたに過ぎぬ」「仏教は祈祷教として以上の意味を持たなかった」とする見解に対し、「確かに当たっている」から「明らかに誤謬である」と改めるなど、重要な論旨の変更が少なからず存在する。
近年でも『和辻哲郎全集 第四巻 日本精神史研究、続日本精神史研究』（増補版、1989年8月）、岩波文庫（1992年11月、同・ワイド版、2005年2月）と度々改訂出版され、古書でも容易に入手できる。
2002年4月に燈影舎（一燈園）で出版した『京都哲学撰書 第24巻 新編 日本精神史研究』は、『日本―』から数編の論考を省き、『続―』より「日本精神」と「日本の文藝と仏教思想」の2編が所収された。

## 所収された論考の一覧
以下の論考を収める。これらの論文の大部分は、岩波書店の月刊誌『思想』に掲載されたものである。
- 飛鳥寧楽時代の政治的理想[2]
- 推古時代における仏教受容の仕方について[3]
- 仏像の相好についての一考察[4]
- 推古天平美術の様式[5]
- 白鳳天平の彫刻と『万葉』の短歌[6]
- 『万葉集』の歌と『古今集』の歌との相違について[7]
- お伽噺としての『竹取物語』[8]
- 『枕草紙』の原典批評についての提案
- 『枕草紙』について[7]
- 『源氏物語』について[8]
- 「もののあはれ」について[9]
- 沙門道元[注 3]
- 歌舞伎劇についての一考察

『続日本精神史研究』に収録された論考
- 「日本精神」[10]
- 「日本の文藝と仏教思想」[11]
- 東洋美術の「様式」
- 現代日本と町人根性
- 日本語と哲学の問題

## 刊行書誌
- 『日本精神史研究』 岩波書店、1926年
- 『続 日本精神史研究』 岩波書店、1935年
- 『改訂版 日本精神史研究』 岩波書店、1940年12月
- 『全集 第4巻 日本精神史研究 正・続』 岩波書店、1962年2月（初刊）、1989年8月（増補版）
編集委員は安倍能成・天野貞祐・谷川徹三・金子武蔵・古川哲史・中村元
- 『日本精神史研究』 岩波書店（改版）、1970年、再版1986年ほか
- 『日本精神史研究』 岩波文庫、1992年11月。ISBN 978-4-00-331447-0
- 『京都哲学撰書 第24巻 新編 日本精神史研究』藤田正勝編、燈影舎、2002年4月。ISBN 978-4-924520-89-9
- 『日本精神史研究』 ワイド版岩波文庫、2005年2月。ISBN 978-4-00-007252-6